# Mirosław Osowski
Mirosław Osowski (ur. 1942 w Grabowie) – polski pisarz, poeta i dziennikarz.

## Życiorys
Szkołę podstawową ukończył w Grabowie. Edukację kontynuował najpierw w Liceum Ogólnokształcącym w Łęczycy, następnie w Niższym Seminarium OO Oblatów w Markowicach koło Inowrocławia oraz w LO dla Pracujących w Katowicach-Szopienicach. Żeby się utrzymać, pracował jako górnik w Kopalni Węgla Kamiennego Mysłowice. Potem studiował filologię polską na Uniwersytecie Jagiellońskim w Krakowie, gdzie napisał pracę magisterską (pod kierunkiem profesor Marii Dłuskiej). Po uzyskaniu dyplomu magistra pracował jako nauczyciel i dziennikarz. Był związany ze stalowowolską Sztafetą. Od 1991 roku jest na emeryturze

## Twórczość
Jest autorem powieści, opowiadań i wierszy, jak również recenzji utworów literackich. Jego twórczość ma charakter autobiograficzny.
Wydał między innymi powieść Tomasz, czyli Wyznania studenta z lat 60 (2002), Domek z kart (2004), Tamte lata (2005), Powołanie (2006), Z nieba do piekła (2007) i Jesień (2009). Był laureatem kilku konkursów literackich.